# Chitry
Chitry -también llamado Chitry-le-Fort- es una localidad y comuna francesa situada en la región de Borgoña, departamento de Yonne, en el distrito de Auxerre y cantón de Chablis.

## Demografía
| 586 | 576 | 614 | 612 | 706 | 703 | 721 | 662 | 657 | 667 | 690 | 644 | 638 | 625 | 656 | 600 | 595 | 572 | 583 | 515 | 408 | 405 | 372 | 354 | 329 | 337 | 351 | 297 | 308 | 372 | 329 | 334 | 340 |
| Para los censos de 1962 a 1999 la población legal corresponde a la población sin duplicidades (Fuente: INSEE [Consultar]) |     |     |     |     |     |     |     |     |     |     |     |     |     |     |     |     |     |     |     |     |     |     |     |     |     |     |     |     |     |     |     |     |